# Villa il Pozzo
Villa il Pozzo si trova a Certaldo tra Firenze e Siena, sulle colline del Chianti.

## Storia
Villa il Pozzo venne costruita sull’antica “via Volterrana” che collegava Firenze a Volterra.
Venne edificata a fianco di una torre medioevale risalente al 1100, che fungeva da torre d'avvistamento a protezione della vicina città di Semifonte.
Villa il Pozzo viene registrata negli storici registri notarili del Granducato di Toscana in data 4.3.1590 in occasione di un atto di vendita della tenuta, costituita dalla villa e dalla tenuta coltivata a vite, olivi, grano, frutteti e boschi. I proprietari appartenevano alla famiglia Galluzzi.
Pochi anni dopo la tenuta di villa il Pozzo venne in parte donata dalla famiglia Galluzzi alla Certosa di Firenze, porzione che venne poi ceduta, con atto del notaio Carlo Novelli del 31 marzo 1649, all’antica famiglia fiorentina dei Donnini.
L’altra porzione della tenuta di villa il Pozzo venne ceduta nel 1676 al Monastero di Santa Monaca. Quest’ultimo inizierà un processo di acquisizione fondiaria in tutte le direzioni diretto a fare della proprietà una vera e propria fattoria, che nel corso del 1700 coltivava un’area estesa circa 110 ettari attorno a villa il Pozzo per produrre prodotti agricoli come vino, olio, cereali, frutta e legna da vendere nel mercato fiorentino.
Dopo l’invasione dei francesi di Napoleone Bonaparte, nel 1808 gli enti ecclesiastici vennero soppressi e i beni di Villa il Pozzo passarono al Demanio francese per poi essere acquistati dal “possidente, prestatore e bottegaio“ Giuseppe Rogai. 
Nel 1826 alla famiglia Rogai si affiancò la famiglia Seghi, che subentrò alla famiglia Donnini. 
Le famiglie Rogai e Seghi gestirono la proprietà fino alla fine del XIX Secolo.
Nel corso del XX Secolo si susseguirono altre famiglie tra le quali i Fiaschi, i Castellacci e i Salmoria.